# Cristal antibalas

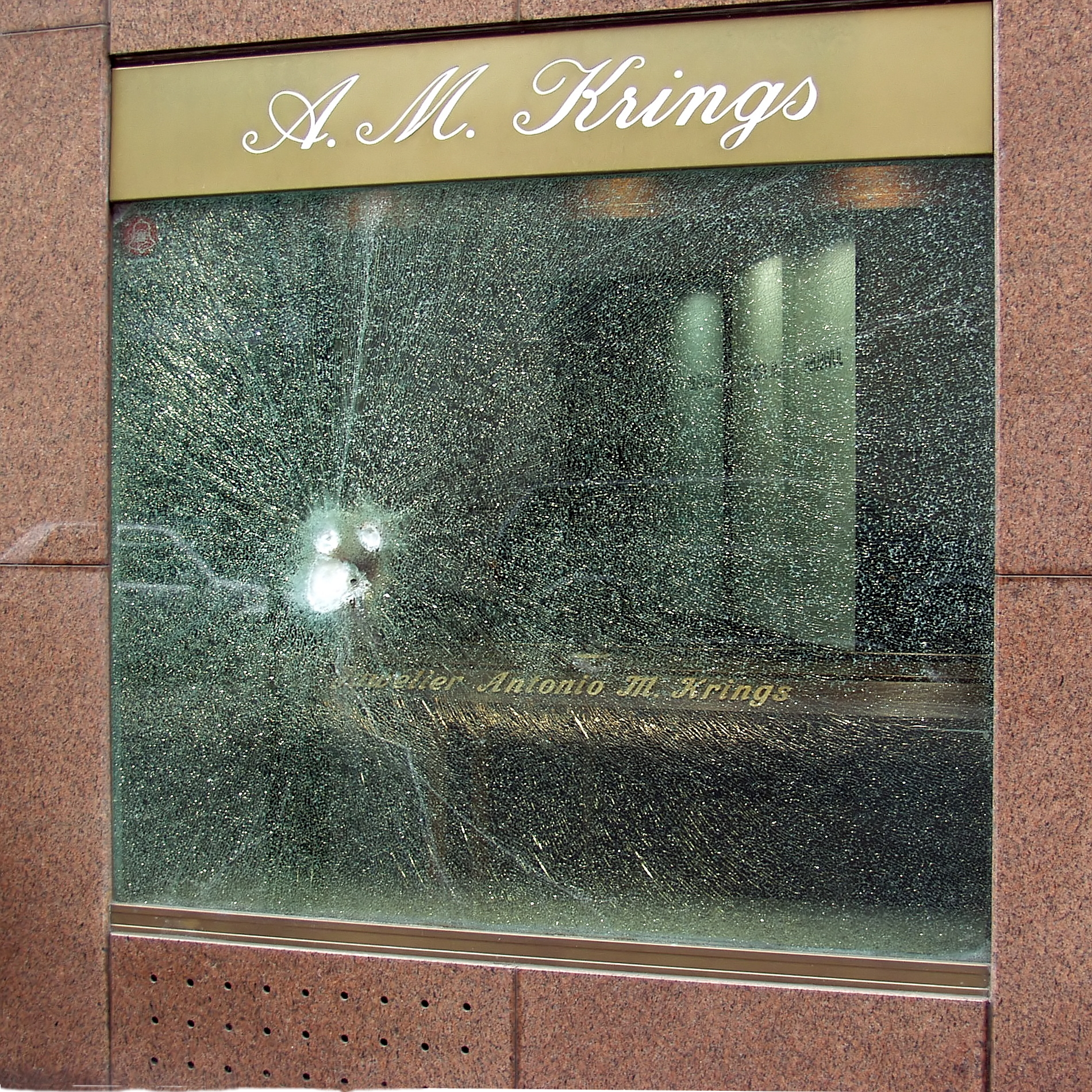
Cristal blindado del escaparate de una joyería tras un intento de robo.

El cristal antibalas, cristal balístico, blindaje transparente o cristal resistente a las balas es un material fuerte y ópticamente transparente especialmente resistente a la penetración de proyectiles. Como cualquier otro material, no es completamente impenetrable. Suele estar hecho de una combinación de dos o más tipos de vidrio, uno duro y otro blando.La capa más blanda hace que el vidrio sea más elástico, de modo que puede flexionarse en lugar de romperse. El índice de refracción de todos los vidrios utilizados en las capas antibalas debe ser casi el mismo para mantener la transparencia del vidrio y permitir una visión clara y sin distorsiones a través del vidrio. El espesor del vidrio antibalas varía de 3⁄4 a 3+1⁄2 pulgadas (19 a 89 mm).
El cristal antibalas se utiliza en las ventanas de los edificios que requieren este tipo de seguridad, como joyerías y embajadas, y de los vehículos militares y privados.

## Construcción
El vidrio antibalas se construye con capas de vidrio laminado. Cuantas más capas haya, más protección ofrecerá el vidrio. Cuando es necesario reducir el peso, se lamina policarbonato (un termoplástico) en la cara segura para detener el astillado. El objetivo es fabricar un material con el aspecto y la claridad del cristal estándar, pero con una protección eficaz contra las armas ligeras. Los diseños de policarbonato suelen consistir en productos como Armormax, Makroclear, Cyrolon: un revestimiento blando que se cura después de ser arañado (como los polímeros elastoméricos a base de carbono) o un revestimiento duro que evita los arañazos (como los polímeros a base de silicona).

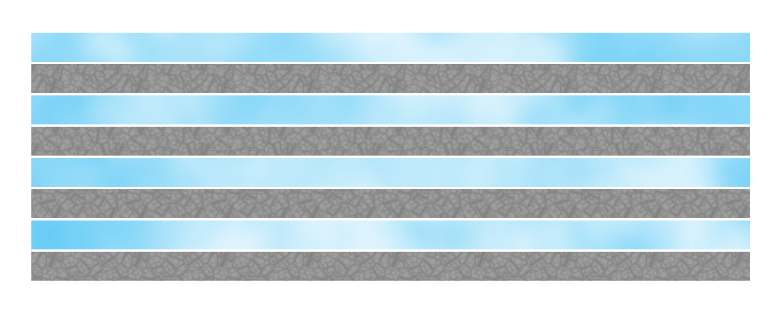
Visualización aproximada de un vidrio antibalas, compuesto por capas de láminas de plástico (gris) y capas de vidrio (azul).

El plástico de los diseños laminados también proporciona resistencia al impacto de agresiones físicas con objetos contundentes y afilados. El plástico ofrece poca resistencia a las balas. El vidrio, mucho más duro que el plástico, aplasta la bala, y el plástico se deforma, con el objetivo de absorber el resto de la energía e impedir la penetración. La capacidad de la capa del policarbonato para detener proyectiles con energía variable es directamente proporcional a su grosor,y los cristales antibalas de este diseño pueden tener hasta 3,5 pulgadas de grosor.

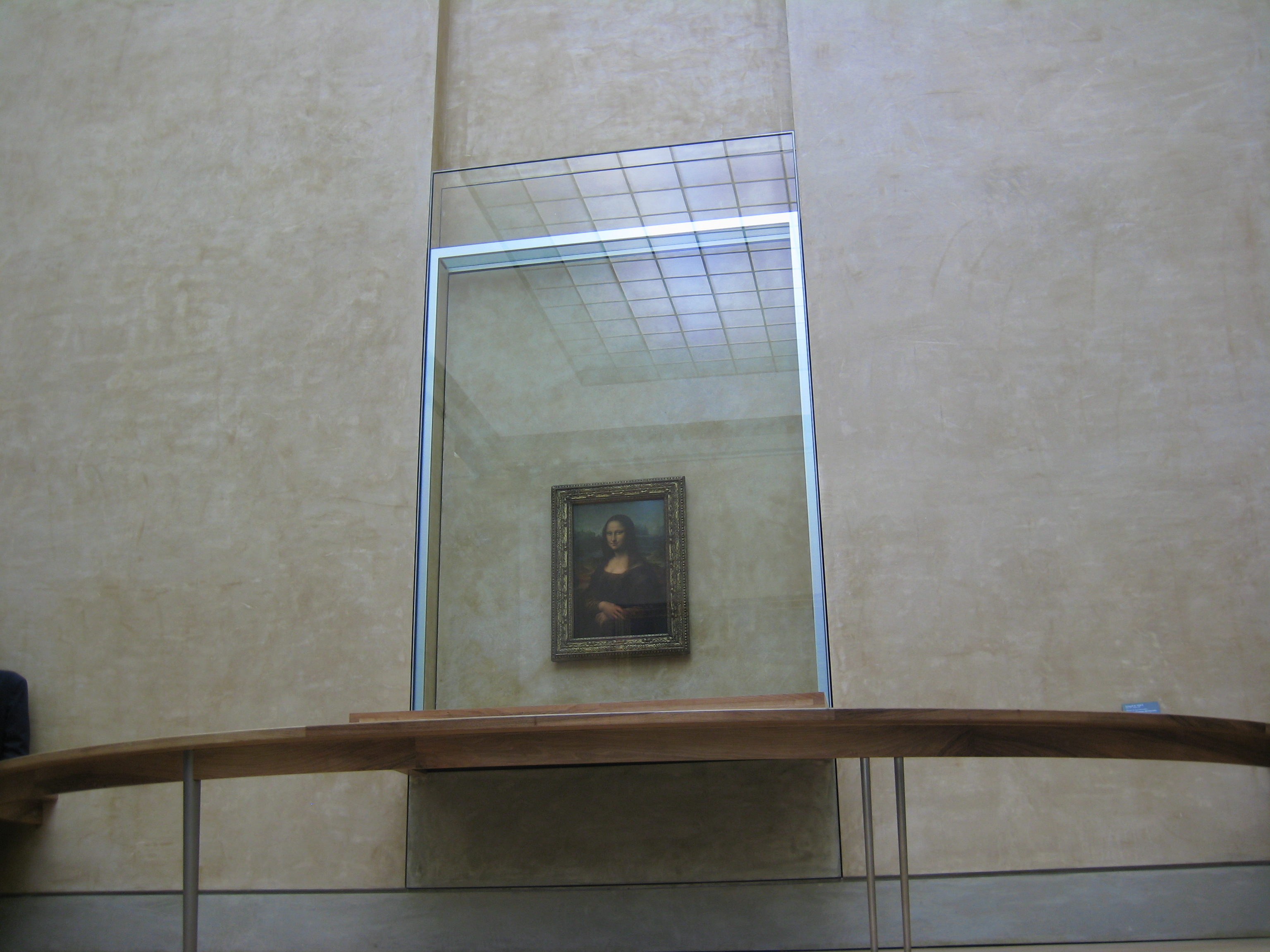
La Gioconda tras un cristal blindado en el Museo del Louvre

Las capas de vidrio laminado se construyen a partir de láminas de vidrio unidas con butiral de polivinilo, poliuretano, Sentryglas o etilvinilacetato. Cuando se trata con procesos químicos, el vidrio se vuelve mucho más resistente. Este diseño se utiliza regularmente en los vehículos de combate desde la Segunda Guerra Mundial. Suele ser grueso y extremadamente pesado.

## Estándares de prueba

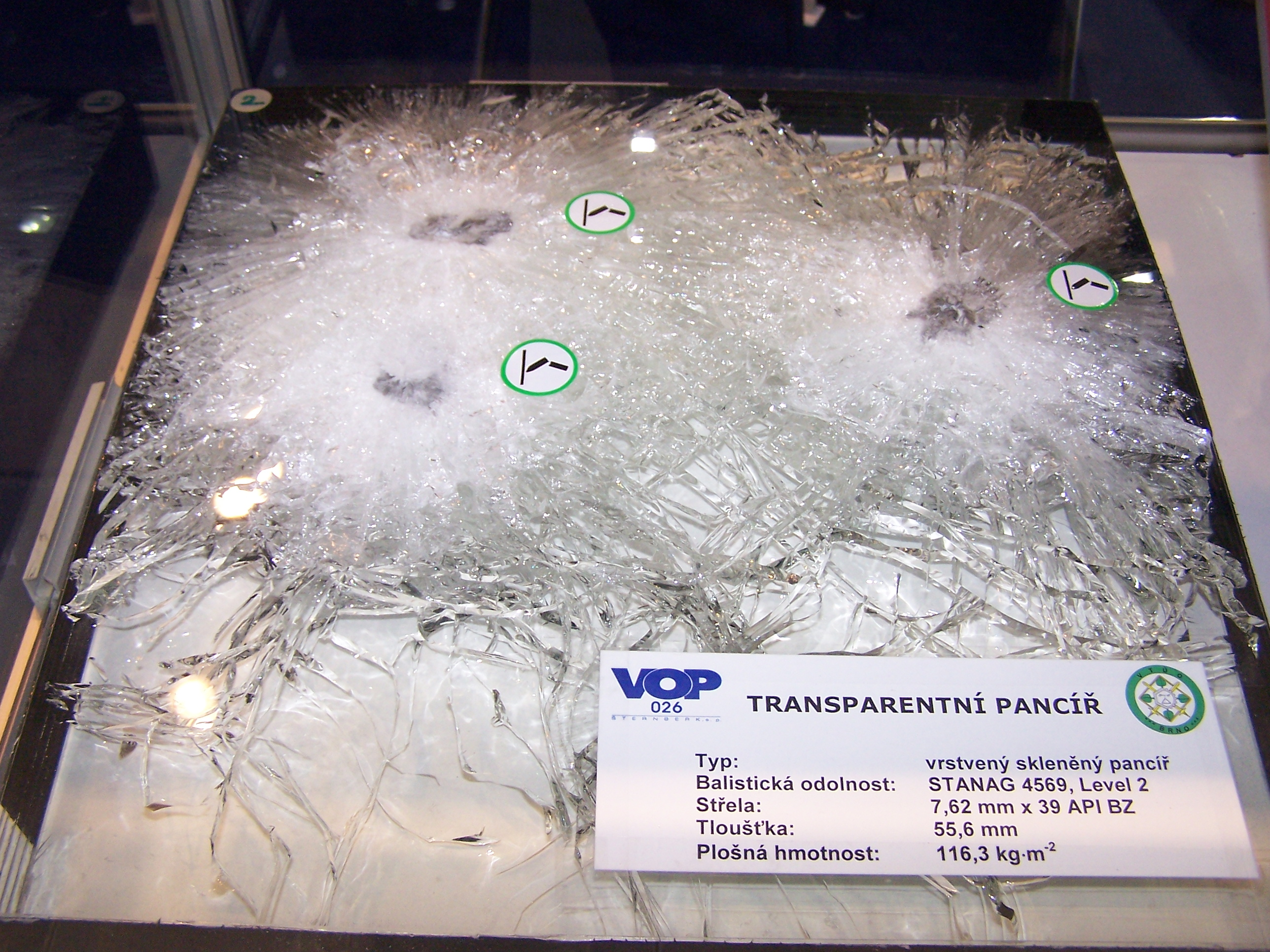
Prueba balística de un panel de vidrio resistente a las balas

Los materiales resistentes a las balas se prueban utilizando una pistola para disparar un proyectil desde una distancia determinada contra el material, siguiendo un patrón específico. Los niveles de protección se basan en la capacidad del objetivo para detener un tipo específico de proyectil que viaja a una velocidad específica. Los experimentos sugieren que el policarbonato falla a velocidades inferiores con proyectiles de forma regular en comparación con los irregulares (como los fragmentos), lo que significa que las pruebas con proyectiles de forma regular dan una estimación conservadora de su resistencia.Cuando los proyectiles no penetran, se puede medir la profundidad de la abolladura dejada por el impacto y relacionarla con la velocidad del proyectil y el grosor del material.Algunos investigadores han desarrollado modelos matemáticos basados en los resultados de este tipo de pruebas para ayudarles a diseñar cristales antibalas que resistan amenazas específicas previstas.

## Efectos del medioambiente
Las propiedades del vidrio antibalas pueden verse afectadas por la temperatura y por la exposición a disolventes o a la radiación UV, normalmente procedente de la luz solar. Si la capa de policarbonato está debajo de una capa de vidrio, tiene cierta protección contra la radiación UV debido al vidrio y a la capa de unión. Con el tiempo, el policarbonato se vuelve más quebradizo porque es un polímero amorfo (necesario para que sea transparente) que avanza hacia el equilibrio termodinámico.
El impacto de un proyectil sobre el policarbonato a temperaturas inferiores a -7 °C crea a veces astillado, trozos de policarbonato que se desprenden y se convierten ellos mismos en proyectiles. Los experimentos han demostrado que el tamaño del astillado está más relacionado con el grosor del laminado que con el tamaño del proyectil. La rotura comienza en los defectos superficiales causados por la flexión de la capa interior de policarbonato y las grietas se desplazan "hacia atrás" hasta la superficie de impacto. Se ha sugerido que una segunda capa interior de policarbonato puede resistir eficazmente la penetración de la rotura.

## Avances de la década de 2000
En 2005, se informó de que investigadores militares estadounidenses estaban desarrollando una clase de blindaje transparente que incorporaba oxinitruro de aluminio (ALON) como capa exterior de "placa de impacto". El fabricante de ALON demostró que el vidrio/polímero tradicional requería 2,3 veces más grosor que el de ALON para proteger contra un proyectil .50 BMG. El ALON es mucho más ligero y rinde mucho mejor que los laminados de vidrio/polímero tradicionales. El "vidrio" de oxinitruro de aluminio puede evitar amenazas como los proyectiles perforantes del calibre .50 utilizando un material que no es prohibitivamente pesado.

## Cerámica espinela
Ciertos tipos de cerámica también pueden utilizarse para blindajes transparentes debido a sus propiedades de mayor densidad y dureza en comparación con el vidrio tradicional. Estos tipos de blindajes transparentes de cerámica sintética pueden permitir blindajes más delgados con un poder de detención equivalente al del vidrio laminado tradicional.

## Vidrio con cámara de aire
El tipo más reciente de blindaje curvo transparente para vehículos tiene una cámara de aire entre el vidrio y el policarbonato. El blindaje de nivel IIIA (9 mm de alta velocidad) consta de 8 mm de vidrio laminado (cara de impacto), una cámara de aire de 1 mm y 7 mm de policarbonato. Esta solución detiene las balas de una forma totalmente diferente. El vidrio, al ser duro, deforma la bala entrante. La bala deformada penetra completamente en el cristal y luego es detenida por el policarbonato flexible. La reducción de peso con respecto al policarbonato tradicional revestido de vidrio es del 35%, con un peso de 0,25 kilogramos por metro cuadrado para el nivel NIJ 06 IIIA (NIJ 07 HG2). También es más delgado (16,2 mm) frente al policarbonato revestido de vidrio convencional (21 mm).